# 4595 Prinz
4595 Prinz eller 1981 EZ2 är en asteroid i huvudbältet som upptäcktes den 2 mars 1981 av den amerikanska astronomen Schelte J. Bus vid Siding Spring-observatoriet. Den är uppkallad efter Martin Prinz.
Asteroiden har en diameter på ungefär 3 kilometer.